# Іцамнаах-К'авііль (цар Сааля)
Іцамнаах-К'авііль (17 березня 771 — між 810 та 814) — ахав (цар) Саальського царства у 784- бл. 810 роках.

## Життєпис
Походив з 2-ї династії Наранхо. Син ахава К'ак'-Укалав-Чан-Чаака і принцеси з Яша'. Народився в день 9.17.0.2.12, 13 Еб' 5 Сіп (17 березня 771 року). Став правити після смерті свого брата К'ех--К'авііля у 784 році. Церемонія інтронізації відбулася в день 9.17.13.4.3, 5 Ак'баль 11 Поп (8 лютого 784 року).
З огляду на молодий вік деякий час не проводив активної зовнішньої політики, приділяючи увагу внутрішнім справам. Після остаточного відновлення потуги царства, ахав перейшов до встановлення контролю над сусідами. У 799 році він рушив проти царства Яша'. Саальські війська розорили три залежних від Яша' поселення. У липні і вересні 799 року Іцамнаах-К'авііль напав на саму столицю ворожого царства. Через місяць він захопив саме місто, ахава останнього — K'ініч-Лакамтууна. На думку дослідників, його було принесено в жертву. Після цього Іцамнаах-К'авііль одружився з удовою принесеного в жертву царя.
Остання згадка про Іцамнаах-К'авііля відноситься до 810 року. Помер між 810 і 814 роками. Владу успадкував його син Вашаклахуун-Уб'аах-К'авііль.

## Стели
У його правління поновлюється регулярне зведення монументів. До нас дійшло шість стел цього царя, з яких значущими є стели 8, 12, 35 (800 рік), де містяться важливі історичні та міфологічні відомості.